# Інформальна освіта
Інформальна освіта (англ. Informal education) — форми освіти, що є цілеспрямованими або ретельно спланованими, але не інституціоналізованими, тобто менше організована і структурована, ніж формальна і неформальна освіта. Інформальна освіта може включати навчальну діяльність в родині, на робочому місці, за місцем проживання і в повсякденному житті, її спрямованість визначається самостійно, родиною або соціумом.
Інформальна освіта (самоосвіта) — це освіта, яка передбачає самоорганізоване здобуття особою певних компетентностей, зокрема під час повсякденної діяльності, пов'язаної з професійною, громадською або іншою діяльністю, родиною чи дозвіллям.
Інформальна освіта (самоорганізована освіта, самоосвіта) — це освіта цілеспрямована і спланована, але не інституціоналізована, тобто менше організована, ніж формальна і неформальна освіта.
Введення терміна «інформальна освіта» означає законодавче врегулювання прав людини на самоосвіту, визнання самоосвіти як вагомої складової системи освіти.
У межах Мiжнародної стандартної класифiкацiї освiти (МСКО) iнформальне навчання не розглядається для оцiнки участi в освiтi, хоча виданi квалiфiкацiї, отриманi через iнформальне навчання враховують для визнання рiвня отриманої освiти. iнформальне навчання або ретельно спрямованими, або не iнституцiолiзованими. Вiдповiдно воно менш органiзоване i менш структуроване, нiж формальна чи неформальна освiта. Iнформальна освiта може охоплювати навчальну дiяльнiсть в сiм’ї, на робочому мiсцi, за мiсцем проживання й повсякденному життi, i спрямованiсть його визначається самостiйно, сiм’єю або соцiумом. Як формальна й неформальна освiта, iнформальне навчання в МСКО вiдрiзняють вiд випадкового навчання чи несистемного навчання. Актуальнiсть i доцiльнiсть розвитку освiти дорослих в Українi зумовленi: 
- потребою здолання суперечностей, якi виникають мiж вимогами суспiльства до професiйної пiдготовки фахiвцiв нової формацiї i станом професiйної пiдготовки, мiж роботодавцями та безробiтними;
- потребою розробки правової законодавчої бази розвитку освiти дорослих, механiзмiв її фiнансування й кредитування, впровадження цiльових програм-проєктiв, грантiв iз залученням зарубiжних iнвестицiй;
- врахуванням осмислення й узагальнення вiтчизняною педагогiчною наукою i практикою зарубiжного досвiду з органiзацiї освiти дорослих[4].